# 스패니시웰스

스패니시웰스

스패니시웰스(영어: Spanish Wells)는 바하마의 구로 인구는 1,527명(2000년 기준)이다.